# Camp de Thiaroye
Camp de Thiaroye és una pel·lícula senegalesa de guerra dramàtica escrita i dirigida per Ousmane Sembène i Thierno Faty Sow.
La pel·lícula va entrar a la competició a la 45a Mostra Internacional de Cinema de Venècia, on va guanyar el Premi Especial del Jurat. La pel·lícula representa la massacre de Thiaroye, que va tenir lloc l'1 de desembre de 1994 a Thiaroye, regió de Dakar, Senegal.
La pel·lícula tracta sobre el motí i l'assassinat massiu de les tropes de l'Àfrica Occidental Francesa per part de les forces franceses la nit del 30 de novembre a l'1 de desembre de 1944. Els reclutes d'Àfrica Occidental protestaven per les males condicions i la revocació del sou al campament de Thiaroye. La pel·lícula és una crítica i una acusació del sistema colonial francès.
La pel·lícula documenta els esdeveniments que van conduir a la massacre de Thiaroye, així com la mateixa massacre. La pel·lícula va rebre crítiques positives en el moment en què es va estrenar i continua sent anunciada pels estudiosos com una important documentació històrica de la massacre de Thiaroye.
La pel·lícula va ser prohibida a França durant una dècada i censurada també al Senegal.

## Argument
Un pelotó de soldats senegalesos de l'exèrcitde la França Lliure torna del combat a França i és retingut durant un temps temporal en un campament militar amb tanques de filferro de pues i torres de guàrdia al desert. Entre els seus membres hi ha el sergent Diatta, el carismàtic líder de la tropa que es va educar a París i té una dona i un fill francesos, i Pays, un soldat senegalès abandonat en estat de xoc per la guerra i els camps de concentració i que només pot parlar en crits i grunyits guturals.
Tot va bé fins que els soldats comencen a queixar-se del menjar que s'ofereix al campament, al qual el comandant francès diu que no farà res, ja que la carn està reservada per als oficials blancs. Per matar el temps, el sergent Diatta va a la ciutat per trobar un prostíbul, i és expulsat d'un perquè és africà; posteriorment és trobat per les tropes americanes, que el colpegen i el capturen. Com a venjança, les tropes senegaleses capturen un soldat blanc estatunidenc i es fa un intercanvi entre els dos presoners, i els estatunidencs amenacen amb aniquilar el camp i matar tothom.
Quan les tropes senegaleses estan a punt de ser traslladades fora del campament, s'assabenten que només rebran la meitat de la paga pel seu servei, ja que les tropes franceses estan convertint injustament francs francesos a francs senegalesos a la meitat del preu per estalviar diners. Les tropes senegaleses capturen el campament i prenen com a ostatge un general francès, iniciant un motí. El motí acaba quan l'oficial els dona la seva paraula que se'ls donarà la seva pròpia paga. Aquella nit, ballen i celebren. Cap a les 3 de la matinada, Pays és en una torre de vigilància i veu tancs que s'acosten al campament, i desperta els altres soldats, però és incapaç de dir-los què està passant; creuen que està dient que els nazis estan envaint el camp, i el descarten com a boig. Una hora més tard, els tancs francesos obren foc contra el campament, matant Diatta, Pays i la resta de l'esquadró senegalès.

## Repartiment
- Sidiki Bakaba
- Hamed Camara
- Ismaël Lô
- Philippe Chamelat
- Marthe Mercadier
- Casimir Zoba, aka Zao
- Jean-Daniel Simon